# Ouargaye
Ouargaye este un oraș din provincia Koulpélogo, Burkina Faso.